# Гекон Богданова
Гекон Богданова (Tenuidactylus bogdanovi) — ящірка родини геконові (Gekkonidae). Інтродукована популяція цього виду відома в Україні в межах м. Одеса, в районі Молдаванки. 